# 혁지
서민군왕(瑞敏郡王, 1827년 10월 30일 ~ 1850년 6월 27일)은 중국 청나라 제7대 황제 가경제(嘉慶帝)의 적손(嫡孫) 가운데 한 사람이자 청나라 제8대 황제 도광제(道光帝)의 조카이며 서회친왕(瑞懷親王)의 아들로 이름은 아이신줴뤄 이즈(愛新覺羅 奕誌, 애신각라 혁지)이다. 호(號)는 행치(杏峙).

## 생애
1830년 서민군왕(瑞敏郡王)에 책봉되었지만 20년 후 1850년 6월 27일에 향년 23세로 병사(요절)하였다.

## 가족 관계
1850년 6월 27일 후사가 없이 향년 23세로 훙서(薨逝)한 이후 1857년 사촌 동생 돈근친왕(惇勤親王)의 아들인 이혁단군왕(已革端郡王)이 그의 양자(養子)가 되었다.